# 100 North Main
100 North Main — самое высокое здание в городе Мемфис, штата Теннесси. Высота — 131 метр, имеет 37 этажей офисных помещений. Здание разделяет несколько улиц: Adams Avenue, North Second Street и North Main.

## История
Строительство здания закончилось в 1965 году. Оно было спроектировано американским архитектором Робертом Ли Холл. Это не единственное его сооружение в Мемфисе, он также спланировал Кларк-тауэр и здание Университета Мемфиса.
100 North Main является идентичным прототипом здания 633 Building, который находится в центре Милуоки.
Из-за своей близости к различным муниципальным зданиям, арендаторами 100 North Main являются в основном адвокаты, работники различных компаний, а также другие специалисты, работающие в государственной деятельности.
В 2006 году здание было оценено для продажи в $20 млн. Из-за ограниченного спроса на коммерческие помещения в центре Мемфиса, цены на многие офисные помещения начали снижаться. Цена аренды за квадратный фут составляет $46. По состоянию на 5 января 2012 года, занято только 30 % здания.

## Особенности конструкции
На протяжении многих лет, на здании 100 North Main висела большая световая эмблема "UP Bank», видимая на несколько километров. Эмблема была разобрана в конце 2005 года, в связи с заключением контракта с национальным банком Union Planters. По состоянию на апрель 2007 года, эмблема не была заменена, потому что многие жители Мемфиса ошибочно полагают, что 100 North Main являлось штаб-квартирой национального банка Union Planters, хотя фактическая штаб-квартира банка находится на 67 Madison Avenue, а затем на 6200 Poplar Avenue.
Здание было построено с вращающимся рестораном на крыше. Этот ресторан работал под влиянием нескольких различных владельцев (Top of the 100 Club, Pinnacle и т. д.), но в настоящее время ни от кого не зависит. За ресторане был японский сад, который закрылся в 1971 году. От сада остались лишь камни.
В основании башни находится многоуровневый гараж.
В своей книге 1986 года «Мемфис: Архитектурный путеводитель», авторы Юджин Дж. Джонсон и Роберт Д. Рассел-младший назвали 100 North Main «одним из наименее интересных зданий» в центре города.